# Cambarellus shufeldtii
Cambarellus shufeldtii е вид ракообразно от семейство Cambaridae. Видът не е застрашен от изчезване.

## Разпространение и местообитание
Разпространен е в САЩ (Алабама, Арканзас, Джорджия, Илинойс, Кентъки, Луизиана, Мисисипи, Мисури, Тексас и Тенеси).
Обитава сладководни басейни, заливи и потоци.